# Botanophila furcula
Botanophila furcula este o specie de muște din genul Botanophila, familia Anthomyiidae. A fost descrisă pentru prima dată de Huckett în anul 1965.
Este endemică în Northwest Territories. Conform Catalogue of Life specia Botanophila furcula nu are subspecii cunoscute.